# Theridion incanescens
Theridion incanescens är en spindelart som beskrevs av Simon 1890. Theridion incanescens ingår i släktet Theridion och familjen klotspindlar. Inga underarter finns listade i Catalogue of Life.